# Illya Kuryakin
Illya Nickovitch Kuryakin es un personaje ficticio de los años 1960, perteneciente a la serie televisiva de espías The Man from UNCLE (El Agente de C.I.P.O.L), emitida por la cadena NBC desde septiembre de 1964 hasta enero de 1968. Kuryakin era interpretado por el actor escocés David McCallum y trabajaba al lado de Napoleón Solo, interpretado por el actor estadounidense Robert Vaughn. También aparece en la película de 2015 The Man from U.N.C.L.E. interpretado por el californiano Armie Hammer.

## Antecedentes

David McCallum interpretando a Illya Kuryakin

Aunque originalmente Illya Kuryakin fue creado como un personaje menor de la serie, con el desarrollo de los capítulos se convirtió en un elemento indispensable de la trama de la serie, consiguiendo la condición de papel coprotagonista del show encabezado por Napoleón Solo, encarnado por Robert Vaughn. La apariencia enigmática de McCallum le permitieron conseguir un gran número de fanes. Fue tanta la histeria popular que despertó su fama, que él mismo fue calificado por la prensa de la época como ‘the blond Beatle’ or the ‘fifth Beatle’ (el Beatle rubio o el Quinto Beatle). Mientras tuvo el rol de Kuryakin, McCallum recibió más cartas de los fanáticos que ningún otro actor en la historia de MGM hasta ese momento.
Gran parte de lo atractivo del personaje se basó en la apariencia ambigua y enigmática de McCallum. En los principios de la serie, McCallum sufrió una reacción alérgica aguda a la penicilina, por lo que fue hospitalizado en los primeros días de rodaje; fue allí cuando, en ese pequeño retiro, que pensó en cómo actuar para encarnar a Illya Kuryakin. Fue en ese momento cuando pensó que el enfoque que le daría al personaje estaría basado en la ambigüedad y lo escondido, en lugar de revelar los aspectos de fondo y de la personalidad del agente. McCallum resumió el carácter de su personaje al decir "Nadie sabe lo que hace Illya Kuryakin cuando va a casa por la noche".

## En la cultura popular
El personaje fue una de las inspiraciones de Dante Spinetta y Emanuel Horvilleur para nombrar a su grupo Ilya Kuryaki and the Valderramas. 